# Nadeschda Wassiljewna Plewizkaja

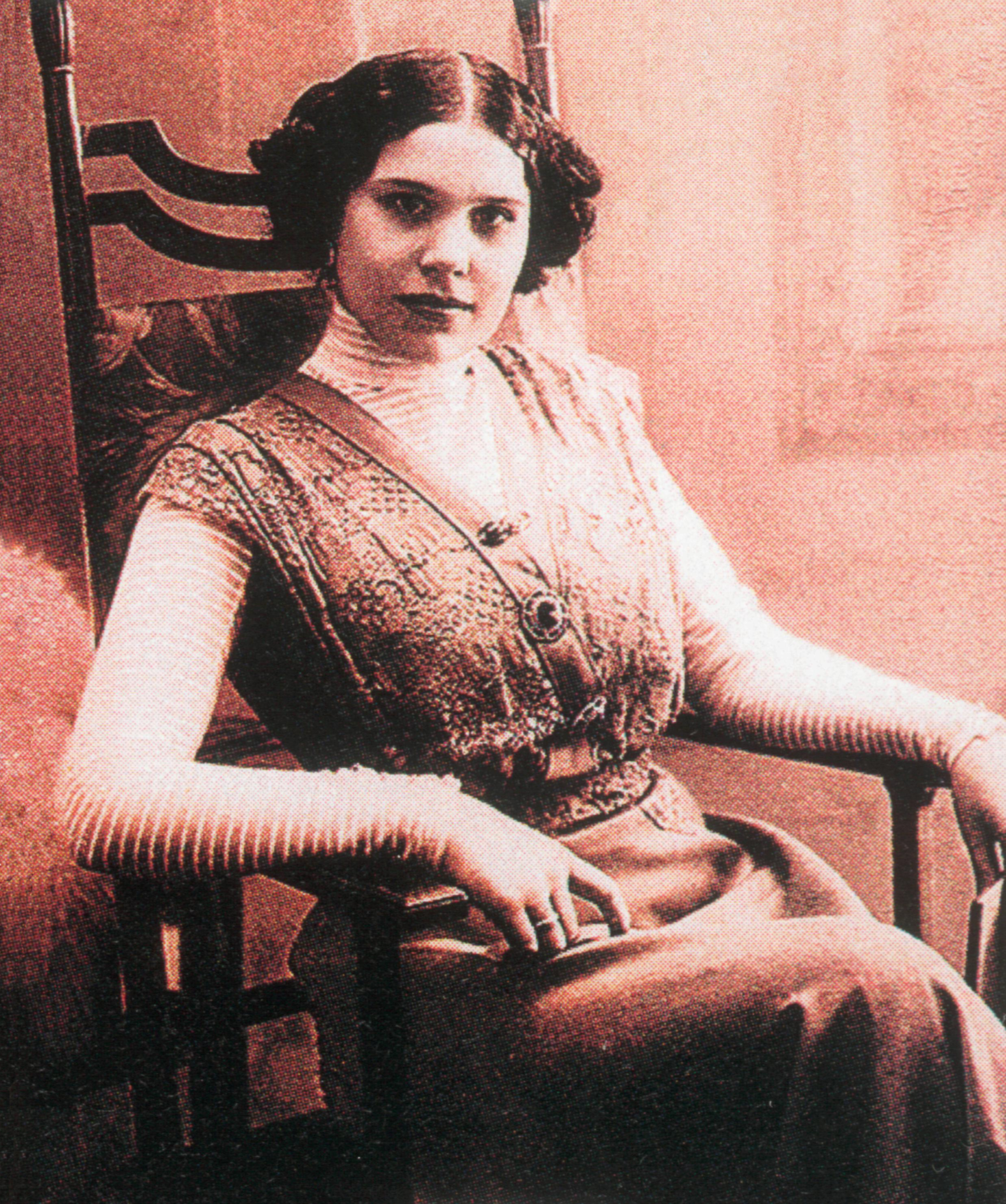
Nadeschda Plewizkaja um 1915

Nadeschda Wassiljewna Plewizkaja, geborene Winnikowa, russisch Надежда Васильевна Плевицкая, wiss. Transliteration Nadežda Vasil'evna Plevickaja (* 5. Januarjul. / 17. Januar 1884greg. in 1. Winnikowo, Gouvernement Kursk; † 1. Oktober 1940 in Rennes) war eine russische Mezzosopranistin und Volkslied-Sängerin. Der russische Zar nannte Nadeschda „Kursker Nachtigall“.

## Leben
Nadeschda, kurz Nadja, hatte zehn ältere Geschwister. Der Vater, Wassili Abramowitsch Winnikow, ein Bauer, arbeitete zeitlebens schwer. Die strenggläubige Mutter brachte das Mädchen in einem Kursker Kloster unter. Nadja wurde bei den Nonnen mit dem Chorgesang konfrontiert. Die 16-Jährige floh in einen Wanderzirkus, versuchte sich mit Gesangsdarbietungen in einer Revue und ging zum Ballett. Nadja heiratete 1903 den polnischen Tänzer Edmund Wjatscheslawowitsch Plewizki. In Moskau sang sie im Restaurant Jar, trat mit Leonid Sobinow im Großen Saal des Moskauer Konservatoriums auf und sang bei Hofe. Der Zar senkte während Nadjas Liedvortrag den Kopf und weinte. Die Zarin Alexandra Fjodorowna schenkte der Volksliedsängerin eine Brillantbrosche. Nadja war mit Fjodor Schaljapin befreundet und gastierte auf den Bühnen ganz Russlands.
In Gardins Verfilmung von Tolstois Die Macht der Finsternis aus dem Jahr 1916 spielte Nadja eine der Hauptrollen. Das Werk wird im Gosfilmofond Russlands aufbewahrt.
Nach der Revolution trat Nadja im Sommer 1918 in Odessa als „Arbeiter- und Bauernsängerin“ vor Soldaten der Roten Armee auf. Als sich die Rotarmisten zurückzogen, wurde Nadja von Soldaten der Freiwilligenarmee des Monate zuvor gefallenen Kornilow gefangen genommen. Im September 1921 heiratete Nadja auf Gallipoli General Skoblin. Mit dem General führte die Reise im Spätsommer 1924 nach Bulgarien zu General Wrangel. Die Weißgardisten benannten sich dort in ROWS um.
Weitere Auftritte hatte Nadja in Polen, den baltischen Ländern, der Tschechoslowakei, Berlin, Brüssel, Belgrad und den USA.
Ab 1927 blieb das Ehepaar Skoblin in Frankreich. Der General lebte von den Gagen seiner Gattin. 1930 wurden beide von der UdSSR amnestiert und sowjetische Staatsbürger. In den 1930er Jahren war das Paar – von Ozoir-la-Ferrière aus operierend – für den NKWD aktiv.
1937 entführte Nadjas Ehemann den zaristischen General Jewgeni Miller von Frankreich in die Sowjetunion. Für ihre Beteiligung an dem Kommandounternehmen wurde Nadja in Frankreich zu zwanzig Jahren Gefängnishaft unter verschärften Bedingungen verurteilt. Präsident Lebrun sah von einer Begnadigung ab. Die Sängerin starb in einer Haftanstalt in Rennes.

## Ehrungen
- 1995, 2005, 2007 und 2009 fand in Kursk das Volkslied-Festival „Nadeschda Plewizkaja“ statt.
- Der am 22. Januar 1971 entdeckte Asteroid (4229) Plevitskaya ist 1996 nach ihr benannt worden.[3]
- 13. Juni 1998: In Nadjas Geburtsort, dem russischen Dorf Winnikowo, wurde eine Skulptur (Bildhauer: Wjatscheslaw Michailowitsch Klykow[4]) der Sängerin enthüllt.
- September 2005: Am Haus in der Kursker Goldenen Gasse 12 wurde eine Tafel zum Gedenken an Nadja enthüllt.
- 3. Oktober 2009: Das „Nadeschda Plewizkaja“ Museum wurde in Winnikowo eröffnet.
- 2013 wurde eine Kursker Querstraße nach Nadja benannt.

## Anmerkung
1. ↑  Vladimir Nabokov hat 1943 in seiner Erzählung Der Regieassistent (russ. Помощник режиссера) über diese Entführung geschrieben und in Éric Rohmers Film Triple agent (Triple agent in der IMDb) aus dem Jahr 2004 wird der Stoff verwendet.